# Piletocera tellesalis
Piletocera tellesalis là một loài bướm đêm trong họ Crambidae.